# Proterosúquids
Els proterosúquids (Proterosuchidae) constitueixen un grup primerenc, possiblement parafilètic d'arcosauriformes basals els fòssils dels quals són coneguts del Permià superior de Rússia i del Triàsic inferior del sud d'Àfrica, Rússia, Xina, Austràlia, i Antàrtida.
Eren animals prims, de mida mitjana (uns 1,5 metres de longitud), amb el musell allargat i superficialment s'assemblaven a cocodrils, tot i que no tenien escuts blindats com els cocodrils veritables, i les seves característiques esquelètiques són molt més primitives. El seu tret més característic és la presència d'un gir cap aball del premaxil·lar (la part frontal de la mandíbula superior, que sobresurt a la mandíbula inferior). Les extermitats són curtes i indica una postura aixafada, com els llangardaixos actuals però diferent als arcosaures més tardans.

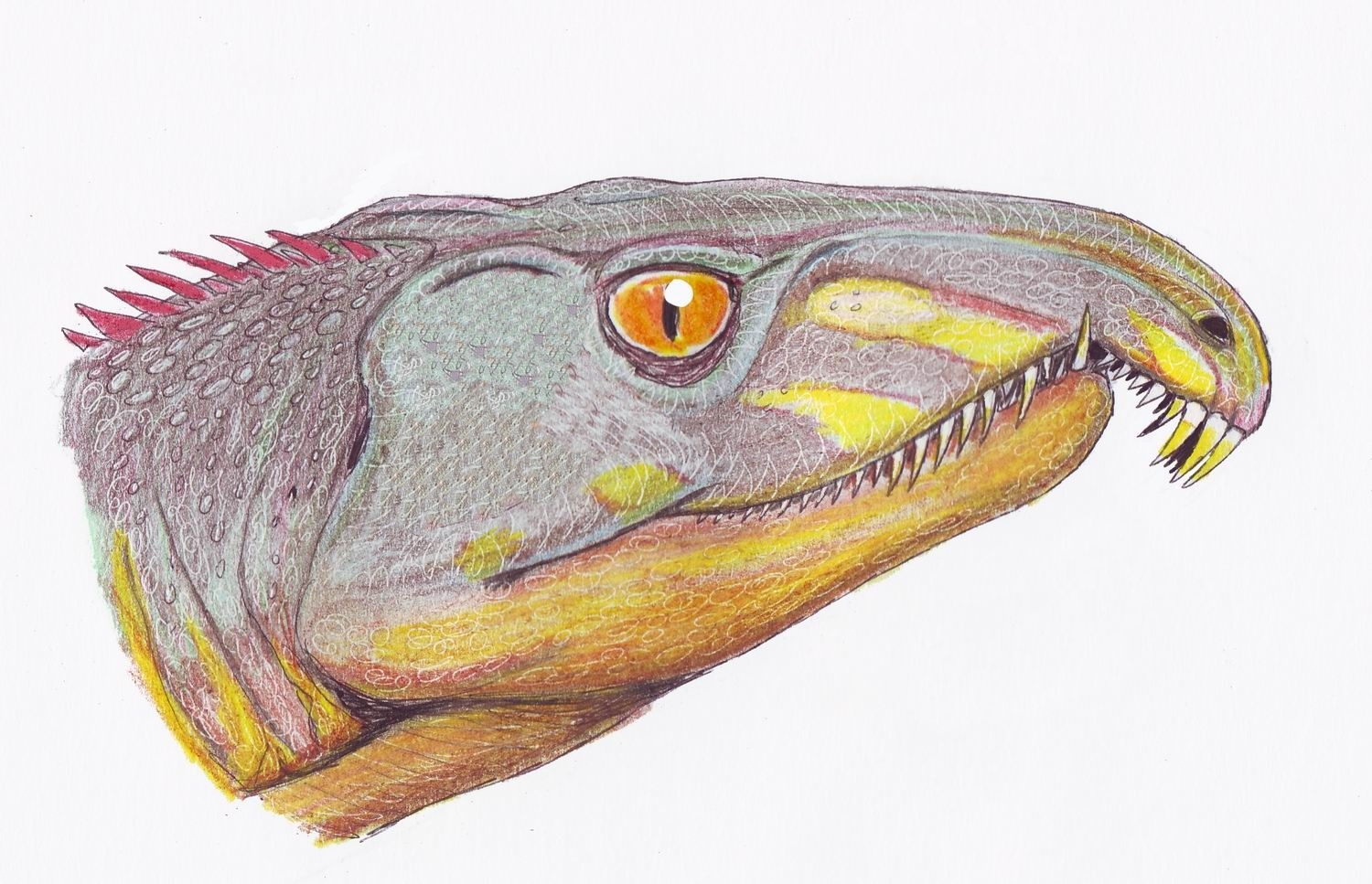
Archosaurus rossicus, un proterosúquid del Permià

És possible que els proterosúquids representin la radiació adaptativa més antiga dels arcosaures. En algun moment del Triàsic inferior van donar lloc als eritrosúquids.

## Taxonomia
- Infraclasse Archosauromorpha
  - (sense rang) Archosauriformes
    - Família Proterosuchidae
      - Archosaurus
      - Chasmatosaurus
      - Chasmatosuchus
      - Kalisuchus
      - Proterosuchus
      - Tasmaniosaurus